# Desognaphosa eungella
Desognaphosa eungella is een spinnensoort uit de familie Trochanteriidae. De soort komt voor in Queensland.